# Церковь Всех Святых (Канберра)

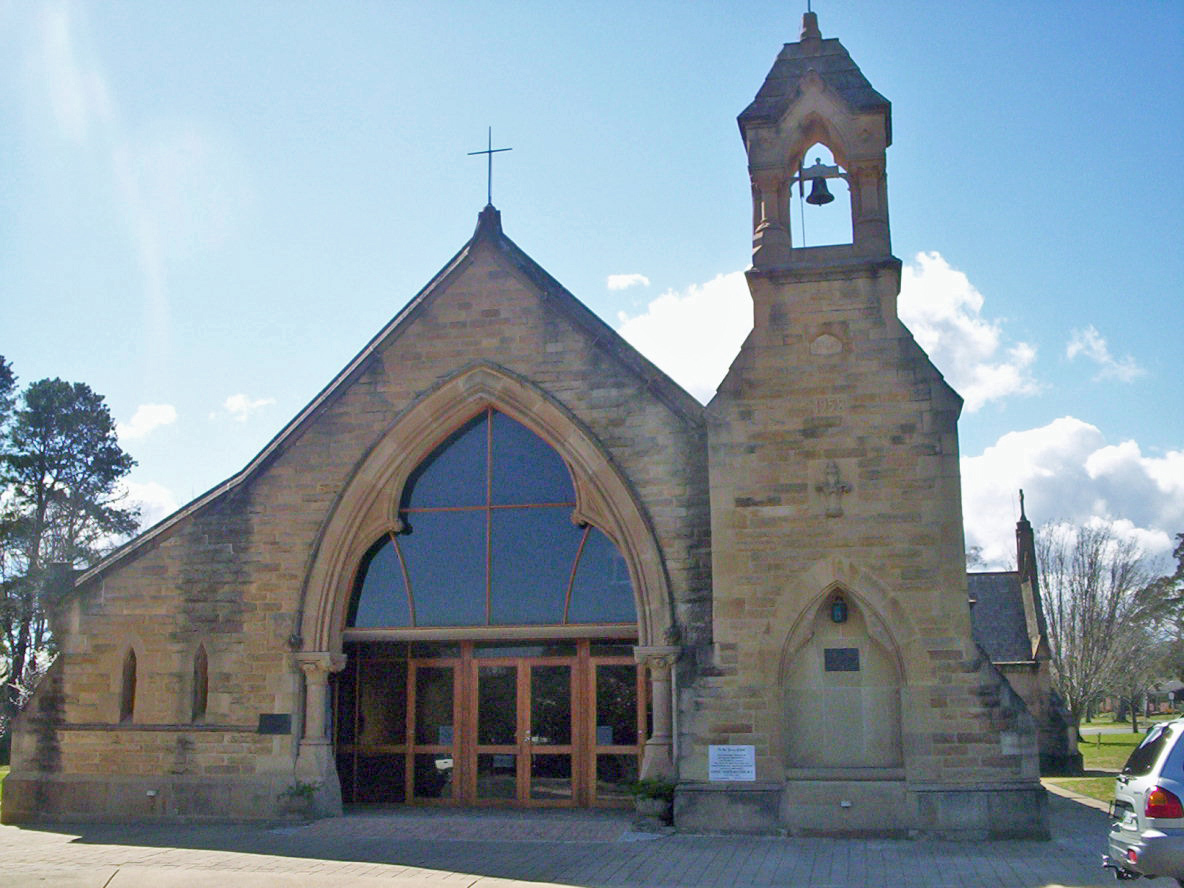
Церковь всех святых с колокольней, переставленной на противоположную сторону во время перестройки

Церковь всех святых (англ. All Saints Church) — австралийская англиканская церковь, расположенная в районе Эйнсли города Канберра. Относится к епархии Канберра и Гоулбёрн Англиканской церкви Австралии.
Первоначально здание было построено как Первая станция Мортуари на кладбище Руквуд в Сиднее и использовалось в этом качестве с 1868 по 1948 годы.
Железнодорожная линия проходила в здание под главной аркой, где сейчас располагается вход в церковь. Боковые входы расположены там, где ранее были платформы. Гробы досталялись на кладбище по железнодорожной линии.
Крыша здания сгорела. Приход Эйнсли приобрёл стены за 100 фунтов, и они были доставлены в Канберру в 1957 году. Крыша была достроена на месте. В процессе работ колокольня была перемещена с левой на правую сторону от входа.
Церковный колокол в 1925 году был демонтирован с локомотива, принадлежавшего Коммонвелф Ойл Корпорейшн и работавшего на железнодорожной линии Ньюнс в Голубых горах. Колокол был подарен церкви Австралийским железнодорожным историческим обществом в 1958 году.
В честь освящения церкви 1 июня 1958 года на стене церкви была установлена памятная доска, открытая лордом Каррингтоном.
У восточной стороны церкви расположены сад и колумбарий. Церковь имеет несколько витражных окон и скульптуры горгулий на внешних стенах. На внутренних стенах имеется два резных каменных ангела. По обе стороны от алтаря расположены две боковые капеллы, одна из которых посвящена Богоматери, а вторая — Гефсиманскому саду.